# Karl Weishäupl
Karl Weishäupl (* 25. Juni 1916 in Rosenheim; † 10. Oktober 1989 in München) war ein deutscher Politiker der SPD. 
Von 1950 bis 1974 war Weishäupl Abgeordneter des bayerischen Landtags und unter der Landesregierung von Wilhelm Hoegner von 1954 bis 1957 Staatssekretär. Ab 1958 gehörte er zum Präsidium des VdK Deutschlands, von 1974 bis 1989 hatte er den Vorsitz inne.
Weishäupl war Gründungsvorsitzender des Vereins zur Förderung von Wilton Park e.V., der sich für den Erhalt des Wilton Park einsetzt, des bedeutendsten Tagungs- und Begegnungszentrums des Vereinigten Königreichs, das vor allem für die Förderung der deutsch-britischen Freundschaft steht.

## Ehrungen
- 1961: Bayerischer Verdienstorden
- 1970: Großes Verdienstkreuz der Bundesrepublik Deutschland
- 1971: Bayerische Staatsmedaille für soziale Verdienste
- 1986: Großes Verdienstkreuz mit Stern der Bundesrepublik Deutschland